# Красноборье
Красноборье — деревня в Юргамышском районе Курганской области. До 2022 года входила в состав Островского сельсовета.

## География
Находится возле озёр Могильное и Тростяное, болот Могильская согра, Большая согра и урочища Могильская падь. 

## История
В 1920 году входила в состав Островского сельсовета Кислянской волости Челябинского уезда Челябинской губернии.
В 1964 г. Указом Президиума ВС РСФСР деревня Могильное переименована в Красноборье.

## Население
| 1989 | 2002 | 2010 |
| ---- | ---- | ---- |
| 63   | ↘56  | ↘49  |

## Известные уроженцы, жители
В деревне Могильное 1 мая 1920 года в крестьянской семье родилась Александра Андрияновна Запорожец, советский передовик производства в оборонной промышленности, фрезеровщик. Герой Социалистического Труда (1966). 

## Инфраструктура
Личное подсобное хозяйство.

## Транспорт
Просёлочные дороги. 